# Étienne Durand
Pour les articles homonymes, voir Durand.
Étienne Durand est un homme politique français né le 8 août 1729 à Saint-Maurice-sur-Dargoire (Rhône) et décédé le 4 juin 1799.
Tanneur, il est député du tiers état aux États généraux de 1789 pour la sénéchaussée de Lyon, siégeant dans la majorité.

## Sources
- « Étienne Durand », dans Adolphe Robert et Gaston Cougny, Dictionnaire des parlementaires français, Edgar Bourloton, 1889-1891 [détail de l’édition]